# Ан Хи Дже
Ан Хи Дже (кор. 안희제, яп. 安熙濟, Ан Кисай; 8 августа 1885 года, уезд Ыйрён, Кёнсан-Намдо, Корейская империя — 3 августа 1943 года, Китай) — корейский политический деятель, демократ, публицист, предприниматель, основатель компании «Торговое общество Пэксан» (кор. 백산상회) и Партию молодежи Великого востока (кор. 대동청년당).

## Биография
Ан Хи Дже родился 4 августа 1885 года в уезде Ыйрён провинции Кёнсан-Намдо. Окончил среднюю школу Янджон, затем создал нациольную школу Купхо (в Пусане) и школу Ыйсин (в Ыйрёне) в 1907 году. В 1908 году он создал школу Чханнам в Ыйрёне.
Ан Хи Дже также сформировал «Партию молодежи Великого востока» вместе с Юн Се Боком, Со Сан Илем, Син Сон Мо, Нам Хён У и Пак Чун Хва — тайное общество, ставившее своей целью борьбу за независимость Кореи. Был известен поддержкой корейских христиан.
В 1914 году Ан Хи Дже основал торговую компанию «Торговое общество Пэксан», чтобы иметь возможность добывать денежные средства для Временного правительства Республики Корея. В 1925 году он основал газету «Чунан ильбо», в 1933 году создал ферму «Пальхэ» в Маньчжурии.
Японцы арестовали Ан Хи Дже в конце ноября 1942 года, после чего подвергли его тюремному заключению и жестоким пыткам. Ан Хи Дже скончался в 3 августа 1943 года от последствий истязаний.
Правительство Республики Корея учредило Орден «За заслуги в создании государства» его имени в 1962 году. В Пусане ему установлен памятник.